# Turó d'en Galús
El Turó d'en Galús és una muntanya de 212 metres que es troba al municipi d'Olivella, a la comarca del Garraf.